# 안토노프 An-22

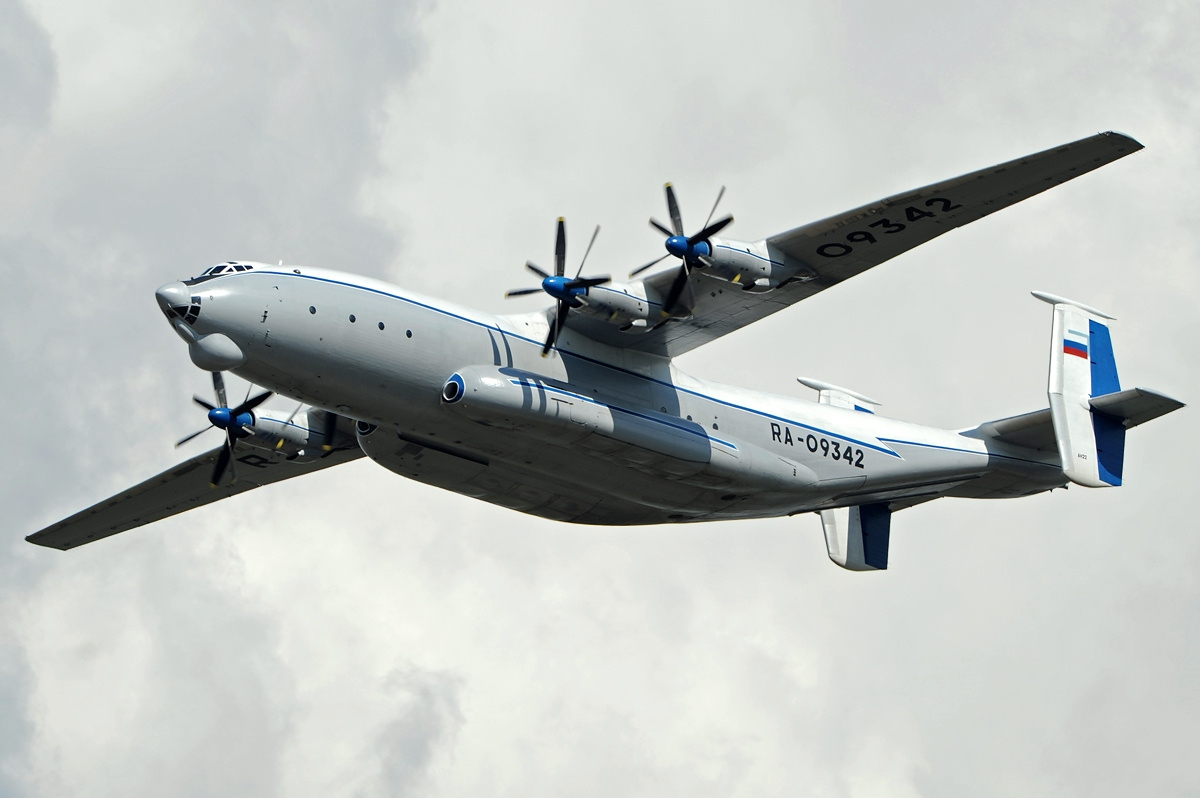

안토노프 An-22(러시아어: Ан-22 Антей, 로마자 표기: An-22 Antey; lit. 'Antaeus', NATO 보고 이름: "Cock")는 소련 안토노프 설계국이 설계한 중형 군용 수송기이다. 각각 한 쌍의 역회전 프로펠러를 구동하는 4개의 터보프롭 엔진으로 구동되는 이 설계는 최초의 광동체 수송 항공기였으며 현재까지 세계 최대의 터보프롭 구동 항공기로 남아 있다. An-22는 1965년 파리 에어쇼에서 소련 외부에서 처음 공개되었다. 그 후 이 모델은 소련의 주요 군사 및 인도주의 공수에 광범위하게 사용되었으며, 여전히 러시아 항공우주군에서 사용되고 있다.

## 사양 (An-22)

### 일반적 특성
- 승무원: 5~6명
- 용량: 28~29인 / 최대 탑재량 80,000kg(176,370lb)
- 길이: 약 57.92m(190피트 0인치)(노즈 구성에 따라 다름)
- 날개 폭: 64.4m(211피트 3인치)
- 높이: 12.53m(41피트 1인치)
- 날개 면적: 345m2(3,710평방피트)
- 에어포일: 루트:TsAGI S-5-16 ; 팁: TsAGI S-5-13
- 공차 중량: 114,000kg(251,327lb)
- 최대 이륙 중량: 250,000kg(551,156lb)
- 연료 용량: 최대 43,000kg(94,799lb)
- 동력 장치: 4 × Kuznetsov NK-12MA 터보프롭 엔진, 각 11,000 kW (15,000 shp) (동등)
- 프로펠러: 8날 역회전 정속 가역 피치 프로펠러

### 성능
- 최대 속도: 740km/h(460mph, 400kn)
- 범위: 최대 탑재량 기준 5,000km(3,100mi, 2,700nmi)
- 최대 연료 및 45,000kg(99,208lb) 탑재량 기준 10,950km(6,800마일; 5,910nmi)
- 서비스 천장: 9,100m(29,900피트)
- 날개 하중: 최대 724.6kg/m2(148.4lb/sq ft)
- 출력/질량: 최대 0.1789kW/kg(0.1088hp/lb)
- 이륙 거리: 1,300m(4,265피트)
- 착륙 거리: 800m(2,625피트)

## 같이 보기
- 안토노프 An-12
- 보잉 C-17 글로브마스터 III
- 일류신 Il-76
- 시안 Y-20
- 에어버스 A400M 아틀라스